# M-63 Plamen
M-63 Plamen  — югославська 128-мм реактивна система залпового вогню.

## Історія
Розробка першого варіанту системи почалася в 1958 і закінчилася в 1963 прийняттям на озброєння Югославської народної армії 32-ствольної реактивної пускової установки М63. За довгі роки служби система неодноразово модернізувалася, удосконалювалися боєприпаси.

## Конструкція
Пускова установка М63 являє собою пакет із 32 спрямовувачів, розміщений на лафеті з розсувними станинами (дорожній просвіт — 268 мм, ширина колії — 1892 мм). Механізми наведення, блок управління вогнем і приціл змонтовані на лівій стороні пакета. Штатним буксирним автомобілем є вантажний автомобіль ТАМ 1500 (4х4), який використовується і для перевезення боєзапасу. Обслуга складається з семи номерів.
Бойова машина M94 «Plamen-S» розміщується на доопрацьованому шасі вантажного автомобіля підвищеної прохідності TAM-150 T11 BV з колісною формулою 6х6 (або будь-якому іншому з аналогічними характеристиками, наприклад, FAP 1417). Артилерійська частина (аналогічна ПУ М63) включає пакет з 32 трубчастих спрямовувачів, поворотну підставу з механізмами наведення і прицільними пристосуваннями, а також електротехнічну апаратуру. Привід механізмів наведення — ручний. Для підвищення стійкості бойової машини при стрільбі в кормовій частині шасі змонтовані дві опори з домкратами.
Між кабіною і пусковою установкою розташований додатковий стелаж з 32 реактивними снарядами для швидкого перезарядження. Для перезарядження пакет напрямних артилерійської частини повертається на 180 ° і встановлюється з нульовим кутом піднесення. Снаряди, розташовані на стелажі, одночасно вдвигаются в напрямні за допомогою гідравлічного пристрою. Перезарядження БМ може бути виконано і вручну.

## Модифікації
- буксирувана пускова установка М63 «Plamen-А»;
- переносна односпрямована пускова установка M71 «Partizan», призначена для озброєння спецпідрозділів;
- мобільна бойова машина M94 «Plamen-S» на автомобільному шасі підвищеної прохідності;
- 8-ствольна пускова установка M63 «Plamen-R» на легкому автомобільному шасі УАЗ-469 (дослідний зразок);
- RAK-12, 24 — хорватські модифікації.

## Бойове застосування
РСЗВ «Plamen» широко використовувалася в ході воєн у Югославії практично всіма конфліктуючими сторонами, в тому числі в Косовській війні і у військовому конфлікті 2001 року в Македонії.
4-та піхотна бригада грузинської армії, що штурмувала Цхинвалі (Південна Осетія) в ніч на 8 серпня 2008, мала у своєму складі ракетний дивізіон РСЗВ «Plamen» (12 шт.). Відомості про результати застосування РСЗВ «Plamen» в ході цієї операції відсутні. Нині установки є на озброєнні повстанців у Сирії.

## Оператори
- Боснія та Герцеговина — 27
- Хорватія — 8 (+60 у резерві) (RAK-12)
- Кіпр — 24
- Вільна сирійська армія (RAK-12)[2].
- Грузія — 12
- Македонія — 12
- Сербія — 38 Plamen-S 6x6[3][4] і близько 300 буксируваних у резерві.
- Україна — невідома кількість